# Phaonia punoensis
Phaonia punoensis är en tvåvingeart som beskrevs av Luci B. N. Coelho 1998. Phaonia punoensis ingår i släktet Phaonia och familjen husflugor. Inga underarter finns listade i Catalogue of Life.